# زبان بیکول مرکزی
زبان بیکول یا زبان بیکولانوایی یکی از زبان‌های محلی جنوب فیلیپین، لوزون است همچنین شمال غرب کامارینه جنوبی و بخشی از کامارینه شمالی و بخش شرقی آلبای و شمال شرقی سوروسوگون نیز به این زبان صحبت می‌کنند.